# Az örökség (teleregény)
Az örökség (eredeti cím: La Patrona) 2013-as amerikai teleregény, amelyet Valentina Párraga alkotott, az 1984-ben készült venezuelai La Dueña című sorozat remake-je. A főbb szerepekben Aracely Arámbula, Jorge Luis Pila, Christian Bach, Alexandra de la Mora és Erika de la Rosa.
Amerikában 2013. január 8-án a Telemundo, Magyarországon 2013. július 24-én az RTL II mutatta be.

## Történet
Gabriela Suarez élete nem könnyű. Bányászként dolgozik Marcelo Vidalnak és egyedülálló anyaként neveli fiát, Davidot. Hamarosan a bánya tulajdonosa meghal, felesége, Antonia örökli a bányát. Nagyobbik fiát, Alejandrót ráveszi, hogy vegye át a bánya vezetését. Gabriela és Alejandro San Pedro del Oro-ban találkoznak. Egymásba szeretnek, de Antonia Guerra mindent megtesz, hogy szétválassza őket. Antonia elveszi a Suarezek bányáját, a Chamuchót is.
Végül sikerül félreállítani Gabrielát, Antonia eléri, hogy rábizonyítsák a bányarobbanást és felbérli Dr. Gertrudis Aguirre doktornőt, aki erős drogokat ad be Gabrielának, amiktől őrültnek tűnik, így a San pedróii elmegyógyintézetbe zárják, itt Gabrielát kínozzák és embertelen körülmények között kell élnie. Hamarosan találkozik Constanza Goldstein-nel, akit még évtizedekkel ezelőtt záratott be Aníbal Villegas, azért hogy a kínzások hatására Constanza elárulja hová rejtette az ellene szóló vallomást, ám Constanza nem tört meg, de az évek alatt "emberi ronccsá" vált, egyedül az tartotta életben, hogy egyszer újra láthatja fiát Ricardo-t, akinek apja azt hazudta, hogy anyja elszökött a szeretőjével, Gabrielával rövid időn belül összebarátkoznak és kiderül hogy mindkettőjük célja ugyanaz: leszámolni a "Farkasokkal". Gabriela megpróbál megszökni az elmegyógyintézetből és egy szerencsétlen véletlennek köszönhetően kiszúrja Gertrudis egyik szemét. Gabrielát hamarosan elfogják és visszaszállítják a "Földi pokolba" és Gertrudis nem is rejti véka alá hogy bosszút áll a megvakításáért. Gabrielát bezáratja 4 évre a katakombákba. 4 év bezártság után Gabriela majdnem teljesen elvesztette tudatát de Constanza kitart mellette és segítségével sikerül a meghurcolt lány tudatát helyrehozni. Közben megjelenik az elmegyógyintézetben Lucho Vampa is, aki San Pedro del Oro polgármesterét próbálta átverni, de a csalás kiderül és Luchot börtönbe zárják. Itt találkozik a Suárez család barátjával, Gastón Goicochea újságíróval, akit azért zárattak be a "Farkasok", mert az igazat közvetítette a város lakosságának. Lucho a börtönben őrültnek tetteti magát, így hamarosan átszállítják a San Pedró-i elmegyógyintézetbe. Itt találkozik Gabrielával és Constanzával és később szövetséget kötnek egymással annak érdekében hogy megszökjenek. A szökésben segítségükre van a tűzvész, amit Casanova, az intézet egyik őrült páciense gyújtott. Végül Gabrielának, Constanzának és Luchonak sikerül megszökniük. A tűzeset után az egyik áldozaton megtalálják Gabriela medálját, így mindenki halottnak hiszi a nőt. Constanzát később halottnak nyilváníttatják és felveszik néhai rokona hatalmas örökségét. Az örökséggel egyetlen céljuk van: bosszút állni mindazokon, akik miatt el kellett viselni az hosszú évek meghurcoltatásait.
Az évek alatt Gabriela fiát, Davidot, Antonia az ujja köré csavarta, elkényeztette és befolyásolta. Gabriela egy ideig külföldön tanul, művelődik és új személyazonosságot vesz fel, hamarosan pedig visszatér rémálmai helyszínére immár Verónica Dantés-ként, hogy leszámoljon mind a 12 ellenségével. Később kiderül hogy ellenségeinek egy része nem is az ellensége hanem ugyanolyan áldozatai Antonia és társai bűneinek, mint ő vagy Constanza. Ilyen Alejandro is akit sosem tudott igazán gyűlölni, később Gabriela bevallja neki az igazat arról hogy valójában kicsoda is ő és szembesíti a férfit mindazzal amit az anyja elkövetett, Alejandro végül az ő oldalukra áll és felveszi a harcot hogy végre kiderüljenek az anyja bűnei.
Gabrielának nem kell sokat tenni a bosszú érdekében, mert a bűnösök egymást is "el teszik láb alól" ha "szükséges". A történet végére Antonia is rájön az igazságra és ott vág vissza Gabrielának ahol a legjobban fáj neki, túszul ejti a nő fiát, Davidot és azt tervezi hogy odacsalja Gabrielát majd magukra robbantja a bányát. A terve nem sikerül, megjelenik Alejandro és a rendőrök és kivisznek mindenkit a bányából még a robbanás előtt. Mikor Antoniát a San Pedró-i ügyek felgöngyölítésével megbízott nyomozó a "vaskezű" Rodrigo Balmaceda a rabszállítóhoz kísérné megjelenik az egyetlen még életben maradt "Farkas" (Antonián kívül), hogy bosszút álljon Antonián mindazért amit vele tett. Rálő Antoniára, aki a lövés következtében teljesen lebénul és élete további részében a nővérek kénye kedvének van kiszolgáltatva. Antoniát a tárgyalás során házi őrizetre ítélik 500 évre, tehát élete végéig, az egészségi állapotára hivatkozva, innentől azonban teljesen egyedül marad, fia, Alejandro és unokája, David megszakítanak vele minden kapcsolatot, soha többé nem látogatják.
Lucho, Irene személyében találja meg a szerelmet, Luciával és a születendő gyermekkel kiegészülve pedig azt a családot, amit gyermekkorában nem kaphatott meg. David és Cecilia kapcsolatát sem gátolja már semmi így szerelmük kibontakozhat végre. Constanza végre bepótolhatja fiával a sok elvesztett időt, Ricardo emellett kigyógyul betegségéből teljesen és kibékülnek Patriciával. Francisca és Gastón összeházasodnak és megszületik a közös lányuk is. Gabriela és Alejandro a történet végén összeházasodnak és megszületik közös fiuk, Tomasito. A történet legvégén Aljeandro visszaadja Gabrielának édesanyja medálját, amit az összeégett holttesten találtak a tűzvész után és amit Gabriela az édesapjától kapott halála előtt.

## Szereplők
| Színész                | Szereplő                                                      | Magyar hang                                            |
| ---------------------- | ------------------------------------------------------------- | ------------------------------------------------------ |
| Aracely Arámbula       | Gabriela Suárez /Verónica Dantés 'La Patrona'                 | Kisfalvi Krisztina                                     |
| Jorge Luis Pila        | Alejandro Beltrán Guerra                                      | Szatmári Attila                                        |
| Christian Bach         | Antonia Guerra de Vidal 'La Patrona'                          | Bertalan Ágnes                                         |
| Erika de la Rosa       | Irene Montemar Godínez                                        | Zsigmond Tamara                                        |
| Alexandra de la Mora   | Patricia Montemar Godínez                                     | Kerekes Andrea                                         |
| Gonzalo García Vivanco | Luis "Lucho" Vampa                                            | Varga Rókus                                            |
| Cristian de la Campa   | Alberto Espino                                                | Szkárosi Márk                                          |
| Aldo Gallardo          | Ricardo Villegas Goldstein                                    | Joó Gábor                                              |
| Joaquín Garrido        | Aníbal Villegas                                               | Forgács Gábor                                          |
| Diego Soldano          | Rodrigo Balmaceda 'Mano de Hierro'                            | Sótonyi Gábor                                          |
| Kenia Gascón           | Prudencia Godínez de Montemar                                 | Kocsis Mariann                                         |
| Carlos Torres Torrija  | Julio Montemar                                                | Csuha Lajos                                            |
| Geraldine Zinat        | Francisca Mogollón de Suárez                                  | Ősi Ildikó                                             |
| Marú Bravo             | Poncia Jiménez                                                | Makay Andrea                                           |
| Surya MacGregor        | Constanza Goldstein de Villegas                               | Molnár Zsuzsa                                          |
| Mario Loria            | Gastón Goicochea                                              | Holl Nándor                                            |
| Irineo Álvarez         | Ramón Izquierdo                                               |                                                        |
| Francisco Vázquez      | Macario Gaitán                                                | Papucsek Vilmos                                        |
| Tomás Goros            | Ramiro Chacón 'Lagarto'                                       | Galbenisz Tomasz                                       |
| Manola Diez            | Lucecita                                                      | Sipos Eszter Anna                                      |
| Alisa Vélez            | Julia Montemar de Beltrán                                     | Nyírő Eszter                                           |
| Manuel Balbi           | Fernando Beltrán Guerra                                       | Dózsa Zoltán                                           |
| Patricio Sebastián     | David José Suárez (gyerek) / Fernando Beltrán Guerra (gyerek) | Bogdán Gergő                                           |
| Javier Díaz Dueñas     | Tomás 'Tigre' Suárez                                          | Várkonyi András                                        |
| Bárbara Singer         | Valentina Vidal                                               | Szabó Zselyke                                          |
| Andrea Bentley         | Valentina Vidal (gyerek)                                      | Hermann Lilla                                          |
| Martín Barba           | David José Beltrán Suárez                                     | Markovics Tamás                                        |
| Ennio Ricciardi        | Maximiliano "Max" Suárez Mogollón                             | Moser Károly                                           |
| Emilio Caballero       | Maximiliano Suárez (gyerek)                                   | Czető Ádám                                             |
| Anilú Pardo            | Dr. Gertrudis Aguirre                                         | Bessenyei Emma                                         |
| Gina Vargas            | Cecilia                                                       | Sánta Annamária (1. hang) Bogdányi Titanilla (2. hang) |
| Mauricio Garza         | Lucas Guillén                                                 | Czető Roland                                           |
| Fabián Peña            | Marcos Beltrán                                                | Bolla Róbert                                           |
| Marco Zetina           | Marcelo Vidal                                                 | Kajtár Róbert                                          |
| Ángel Chehin           | Manuel Zapata                                                 | Haagen Imre                                            |
| Iannis Guerrero        | Minero Chávez                                                 |                                                        |
| Aline Marrero          | Inocencia Mercado                                             |                                                        |
| Iñaci Goci             | Leonardo Guillén                                              | Juhász Zoltán                                          |
| Aurora Gil             | Romina Romero                                                 | Solecki Janka                                          |
| Rocío Canseco          | Milagros                                                      | Farkasinszky Edit                                      |
| Rami Martínez          | Casanova                                                      | Bolla Róbert                                           |
| Alejandra Álvarez      | Lucía Beltrán Montemar                                        | Hermann Lilla                                          |
| Francisco Calvillo     | Braulio Cifuentes                                             | Megyeri János                                          |
| Eric Ramírez           | González                                                      |                                                        |
| Sharon Zundel          | Inés Mendoza                                                  | Sallai Nóra                                            |
| Palmeira Cruz          | Eugenia Toledo Palacios                                       | Molnár Ilona                                           |
| Alexander Holtmann     | Arthur Kelley                                                 | Bor László                                             |

## Korábbi verzió
Az 1984-ben készült venezuelai La Dueña, Amanda Gutiérrez és Daniel Álvarado főszereplésével.

## Nemzetközi bemutató
| Ország                    | Csatorna     | Első rész            | Utolsó rész          | Megjegyzés                     |
| ------------------------- | ------------ | -------------------- | -------------------- | ------------------------------ |
| Amerikai Egyesült Államok | Telemundo    | 2013. január 8.      | 2013. július 9.      | hétfő-péntek, 21:00            |
| Honduras                  | HTV Mundo    | 2013. március 5.     | 2013. szeptember 3.  | hétfő-péntek, 19:00            |
| Venezuela                 | Venevisión   | 2013. március 12.    | 2013. szeptember 10. | hétfő-szombat, 21:00/22:00     |
| Nicaragua                 | Televicentro | 2013. március 18.    | 2013. szeptember 12. | hétfő-péntek, 21:00            |
| Costa Rica                | Teletica     | 2013. április 1.     | 2013. szeptember 30. | hétfő-péntek, 21:00            |
| Mexikó                    | Galavisión   | 2013. április 15.    | 2013. október 8.     | hétfő-péntek, 22:30            |
| Puerto Rico               | Telemundo PR | 2013. június 11.     | 2013. december 3.    | hétfő-péntek, 21:00            |
| Görögország               | AlphaTV      | 2013. július 1.      | 2013. augusztus 23.  | hétfő-péntek 17:30/14:00/10:00 |
| Örményország              | Shant TV     | 2013. július 22.     | még tart             | hétfő-szombat 17:00            |
| Magyarország              | RTL2         | 2013. július 24.     | 2014. február 5.     | hétfő-péntek 14:00             |
| Grúzia                    | Rustavi 2    | 2013. szeptember 22. | még tart             | hétfő-péntek 19:45             |
| Spanyolország             | Nova         | 2013. szeptember 30. | még tart             | hétfő-péntek 21:00             |
| Románia                   | Acasa TV     | 2013. október 12.    | még tart             | hétfő-péntek 17:30             |
| Chile                     | TVN          | 2013. október 14.    | még tart             | hétfő-péntek 18:20/19:45       |
| Panama                    | Telemetro    | 2013. október 21.    | még tart             | hétfő-péntek 22:30             |
| Argentína                 | Canal 9      | 2013. október 23.    | még tart             | hétfő-péntek 16:00             |
| Paraguay                  | SNT          | 2013. október 28.    | még tart             | hétfő-péntek 21:00             |
| Kenya                     | Nation TV    | 2013. október 29.    | még tart             | kedd-péntek 19:00              |

## Fordítás
- Ez a szócikk részben vagy egészben  a   La Patrona című angol Wikipédia-szócikk fordításán alapul.  Az eredeti cikk szerkesztőit annak laptörténete sorolja fel. Ez a jelzés csupán a megfogalmazás eredetét és a szerzői jogokat jelzi, nem szolgál a cikkben szereplő információk forrásmegjelöléseként.